# Podiagouine
Podiagouiné est une petite sous-préfecture de la Région des Dix-Huit Montagnes située à l'ouest de la Côte d'Ivoire, dans le département de Man dont elle est l'une des sous-préfectures. Elle est peuplée en majorité de l'ethnie Yacouba et aussi des Dioula (malinké).